# Marco Macina
Marco Macina (30 de setembre de 1964) és un exfutbolista sanmarinès de la dècada de 1980.
Va arribar a jugar a la Serie A italiana al Bologna, jugant també a AC Milan, Parma FC, Reggiana i Ancona.
També fou internacional amb San Marino.